# Horst Grund
Horst Grund (Berlijn, 29 juli 1915 - Düsseldorf, 8 mei 2001) was een Duits fotograaf en cameraman.
Tijdens de Tweede Wereldoorlog was hij in dienst van de Propagandakompanie (ook wel Propagandatruppe genoemd) van de Kriegsmarine. Hij maakte voor zijn propagandamateriaal veel gebruik van kleurenfilm.
Na de oorlog filmde hij onder andere de Olympische Zomerspelen 1952 in Helsinki en was hij actief voor Blick in die Welt, een Duits filmjournaal.

## Decoraties
- IJzeren Kruis 1939, 1e Klasse en 2e Klasse
- Allgemeines Sturmabzeichen
- Medaille Winterschlacht im Osten 1941/42

## Foto's van Grund

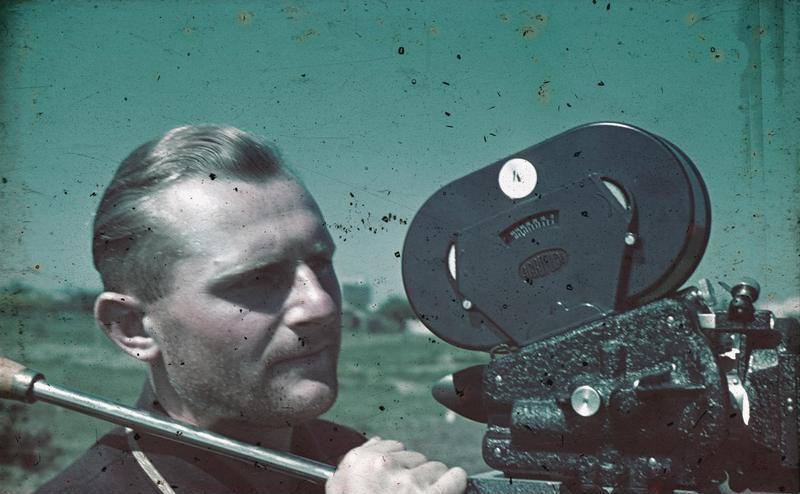
Grund aan het werk met een Arriflex filmcamera in Constanța (1941)
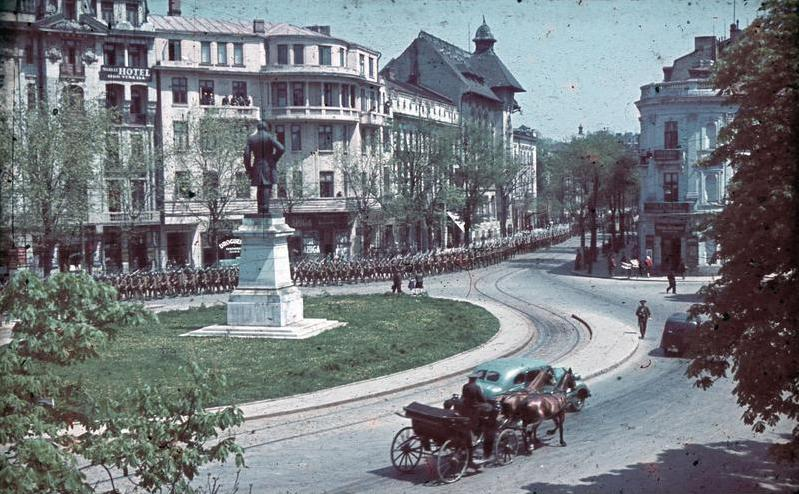
Soldatenkolonne in Boekarest (1941)
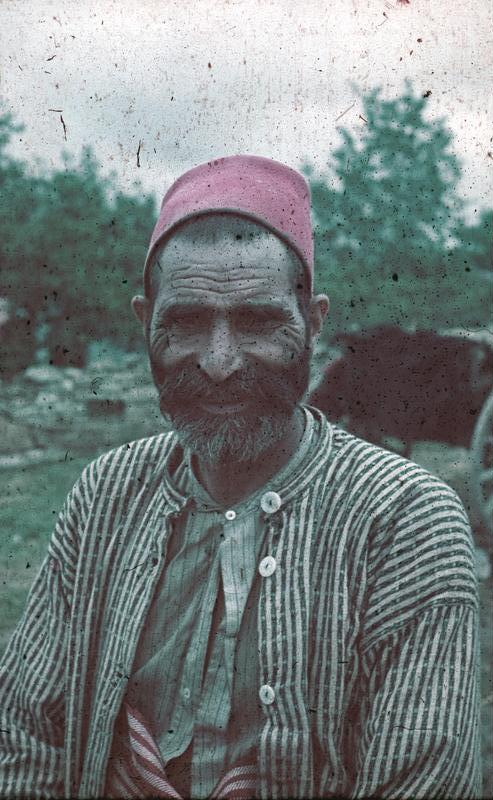
Roemeense boer (1941)
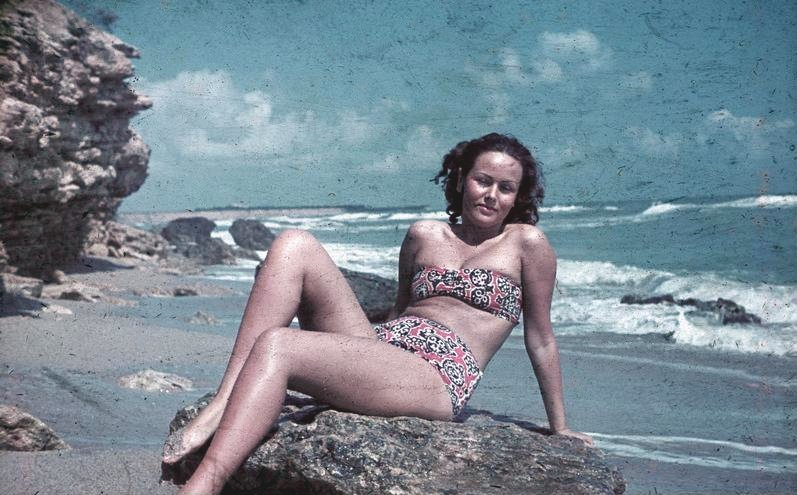
Vrouw op het strand van de Zwarte Zee (1941)
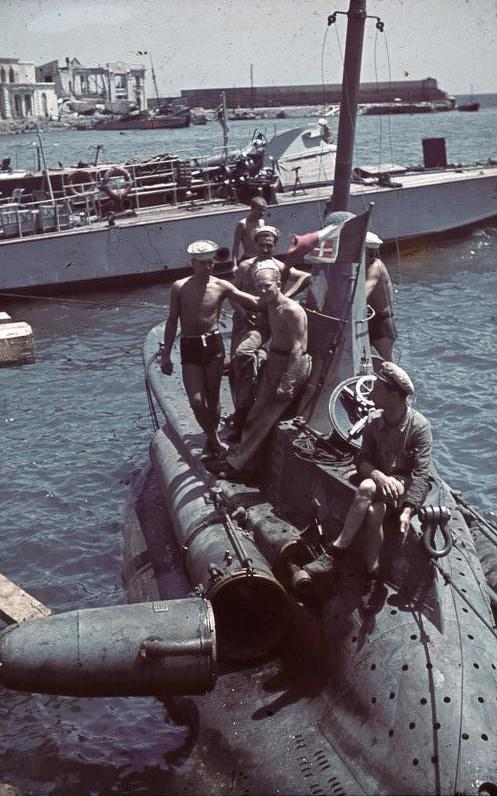
Italiaanse 2-mans onderzeeboot op de Krim (1942)
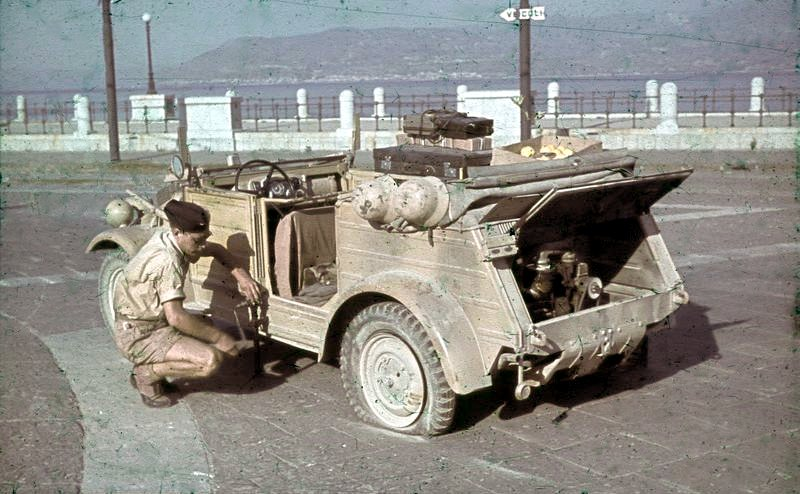
Volkswagen Kübelwagen met een lekke band op Sicilië (1943)

- Gemeinsame Normdatei: 1033341789
- PIC: 386700
- Virtual International Authority File: 298774636